# Ministério Público do Estado de Rondônia
O Ministério Público do Estado de Rondônia compõe o Ministério Público brasileiro, tem sua sede em Porto Velho, capital do estado de Rondônia, na rua Jamari, 1555.
“O Ministério Público é uma instituição permanente, essencial à função jurisdicional do Estado, incumbindo-lhe a defesa da ordem jurídica, do regime democrático e dos interesses sociais e individuais indisponíveis.”
Sem vinculação funcional a qualquer dos poderes do Estado, o Ministério Público é uma instituição pública autônoma e independente, ou seja, não está subordinada aos Poderes Judiciário, Executivo ou Legislativo. Todos os seus membros têm as mesmas garantias asseguradas aos integrantes do Poder Judiciário. A instituição também tem orçamento, carreira e administração próprios.
O Ministério Público atua em várias áreas, como na defesa dos direitos do consumidor, meio ambiente, idosos, pessoas com deficiência, saúde, educação, transportes e em outras que atinjam a sociedade em geral (direitos difusos, coletivos e individuais indisponíveis). Quando tiverem seus direitos violados, os cidadãos devem e têm o direito de procurar as Promotorias de Justiça, onde serão atendidas por Promotores de Justiça.

## O que faz o Ministério Público
Pela Constituição Federal, artigo 129, as funções institucionais do MP são:
1. Promover, privativamente, a ação penal pública, na forma da lei;
2. Zelar pelo efetivo respeito dos Poderes Públicos e dos serviços de relevância pública aos direitos assegurados nesta Constituição, promovendo as medidas necessárias a sua garantia;
3. Promover o inquérito civil e a ação civil pública, para a proteção do patrimônio público e social, do meio ambiente e de outros interesses difusos e coletivos;
4. Expedir notificações nos procedimentos administrativos de sua competência, requisitando informações e documentos para instruí-los, na forma da lei complementar respectiva;
5. Exercer o controle externo da atividade policial, na forma da lei complementar mencionada no artigo anterior;
6. Requisitar diligências investigatórias e a instauração de inquérito policial, indicados os fundamentos jurídicos de suas manifestações processuais.

## História[4]
No dia 22 de dezembro de 1981, ao assinar a Lei Complementar 41, que extinguiu o Território Federal de Rondônia e criou o Estado de Rondônia, o então presidente da República, João Baptista Figueiredo, também estabeleceu normas para o funcionamento do Ministério Público do novo Estado.
O artigo 27 da LC 41 estabelecia que o Ministério Público fosse organizado na forma da legislação estadual e teria como chefe o Procurador-Geral nomeado em comissão, pelo governador, em até 60 dias da edição da lei, dentre os cidadãos maiores de 35 anos, de notório saber jurídico e reputação ilibada.
Porém, o governador Jorge Teixeira, antes do final do prazo que a lei concedia, por meio do Decreto-Lei 9, do dia 25 de janeiro de 1982, organizava o Parquet rondoniense, inicialmente com três membros, os Doutores Edson Jorge Badra, Ledy Gonsalves de Araujo Fernandes e Zelite Andrade Carneiro, todos eles do Ministério Público do Distrito Federal e Territórios que já atuavam em Rondônia.
O Ministério Público do Estado de Rondônia, mesmo antes da Constituição de 1988, era detentor de inúmeras garantias e prerrogativas só conquistadas pelos demais órgãos ministeriais quando da promulgação da chamada "Constituição Cidadã". Os membros podiam inclusive eleger, sem ingerências dos demais poderes, o seu Procurador-Geral de Justiça.
A formatação do novo Ministério Público brasileiro foi originário do modelo adotado pelo Estado de Rondônia em 1982.
Trinta e três anos após sua criação, o Ministério Público de Rondônia acumula uma história de atuações importantes em defesa dos direitos dos cidadãos rondonienses e em prol do desenvolvimento do Estado. Presente nos 52 municípios do Estado, por meio de 23 Promotorias de Justiça.
Além de cumprir suas determinações constitucionais de defesa dos interesses indisponíveis da sociedade, seja na área do meio ambiente, infância, consumidor, saúde, entre outras, o Ministério Público tem se preocupado em investir em sua estruturação física. Em 14 de dezembro de 2000, foi inaugurada a nova sede do MP em Porto Velho, com um moderno auditório, tendo como patrono o Ex-Procurador de Justiça Sílvio Aparecido Garcia de Oliveira.
No interior, as sedes das Promotorias têm sido contempladas com a construção de novos prédios. Com a realização de um concurso público em 2005, passaram a integrar o MP técnicos da área de nível superior, como engenheiros, analistas de informática, assistentes sociais, psicólogos, economistas e contadores, que dão suporte às ações dos Promotores de Justiça. Um dos setores que mais recebem investimentos no MP é o de Tecnologia de Informação, que avança no processo de virtualização de todos os procedimentos da Instituição.

## Foco de Atuação
O Foco de atuação estabelece as prioridades e concentração de energias para a realização daquilo que se deseja, caracterizando-se como o âmbito de atuação.
O Core Business caracteriza a identificação do negócio de atuação. No caso do MPRO, o foco de atuação e a busca são resultados sociais nas áreas: da criança e adolescente; meio ambiente e urbanismo; combate ao crime; patrimônio público e probidade administrativa; política penitenciaria e execução penal; saúde; educação; cidadania e eleitoral. Dessa forma, a expressão que sintetiza o Foco de Atuação da instituição é agir “Em Defesa da Sociedade”.

### Visão de Futuro
A Visão em geral objetiva a perenização da Instituição com projeção do cenário almejado no futuro. Dessa maneira, a visão institucional do MPRO é: “Ser instituição de referência na defesa efetiva da sociedade”.

### Missão
A declaração da missão do MPRO constitui marco conciso da razão de ser da Instituição; é o papel desempenhado com base no seu foco de atuação. Assim, ficou estabelecido que a Missão do MPRO é: “Defender a ordem jurídica e o regime democrático, transformando a realidade social”.

### Princípios
Os princípios organizacionais são balizadores do comportamento desejado pelos diversos indivíduos que compõem o MPRO. São eles:
• Compromisso social;
• Ética;
• Independência;
• Responsabilidade socioambiental;
• Democracia;
• Transparência;
• Unidade;
• Efetividade;
• Proatividade;
• Sustentabilidade;
Por fim, tendo a sociedade como maior cliente e demandador dos serviços prestados pelo Ministério Público do Estado de Rondônia, o perfil de liderança está orientado pelo relacionamento com o cidadão, pautado pela busca continua de satisfação da população.

## Procuradores-Gerais
O chefe do Ministério Público é o Procurador-Geral de Justiça, nomeado pelo Governador do Estado dentre integrantes da carreira, indicados em lista tríplice, mediante eleição para mandato de dois anos, permitida uma recondução por igual período, na forma da lei complementar. Ocupado pelos membros abaixo relacionados:
| Nº | Nome                               | Período   |
| -- | ---------------------------------- | --------- |
| 1  | Edson Jorge Brada                  | 1982-1983 |
| 2  | Ledy Gonsalves de Araujo Fernandes | 1983-1985 |
| 3  | Ibrahimar Andrade da Rocha         | 1985-1987 |
| 4  | Ibrahimar Andrade da Rocha         | 1987-1989 |
| 5  | Ibrahimar Andrade da Rocha         | 1989-1991 |
| 6  | Lúcio Teixeira Leite Balbi         | 1991-1993 |
| 7  | Zelite Andrade Carneiro            | 1993-1995 |
| 8  | Telmo Fortes                       | 1995-1997 |
| 9  | Ivo Scherer                        | 1997-1999 |
| 10 | José Viana Alves                   | 1999-2001 |
| 11 | José Viana Alves                   | 2001-2003 |
| 12 | José Carlos Vitachi                | 2003-2005 |
| 13 | Abdiel Ramos Figueira              | 2005-2007 |
| 14 | Abdiel Ramos Figueira              | 2007-2009 |
| 15 | Ivanildo de Oliveira               | 2009-2011 |
| 16 | Héverton Alves de Aguiar           | 2011-2013 |
| 17 | Héverton Alves de Aguiar           | 2013-2015 |
| 18 | Airton Pedro Marin Filho           | 2015-2017 |
| 19 | Airton Pedro Marin Filho           | 2017-2019 |
| 20 | Aluildo de Oliveira Leite          | 2019-2021 |

A posse do Procurador-Geral de Justiça geralmente ocorre no dia 15 de maio.
Fonte: www.mpro.mp.br

## Unidades
Em Rondônia, o Ministério Público tem, atualmente, unidades em 23 municípios, mas sua área de abrangência atinge os 52 municípios do Estado. Caso sua cidade não possua uma unidade do Ministério Público, procure a do município mais próximo.
| Unidade                   | Abrangênica                                                                        | Endereço                                  | Telefone       |
| ------------------------- | ---------------------------------------------------------------------------------- | ----------------------------------------- | -------------- |
| Porto Velho (Sede)        | Porto Velho, Candeias do Jamari, Itapuã do Oeste e Extrema                         | Rua Jamari, 1555                          | (69) 3216-3700 |
| Alta Floresta do Oeste    | Alta Floresta d'Oeste e Alto Alegre dos Parecis                                    | Rua Santa Catarina C/ Av. São Paulo, 3757 | (69) 3641-2279 |
| Alvorada do Oeste         | Alvorada d'Oeste e Urupá                                                           | Rua Vinícius De Morais, 4348              | (69) 3412-2672 |
| Ariquemes                 | Ariquemes, Alto Paraíso, Cacaulândia, Cujubim, Monte Negro e Rio Crespo            | Av. Tancredo Neves, 2700                  | (69) 3535-2391 |
| Buritis                   | Buritis e Campo Novo de Rondônia                                                   | Rua Theobroma, 1457                       | (69) 3238-2979 |
| Cacoal                    | Cacoal e Ministro Andreazza                                                        | Av. São Paulo, 3477                       | (69) 3441-3373 |
| Cerejeiras                | Cerejeiras, Corumbiara e Pimenteiras do Oeste                                      | Av. Das Nações, 2151                      | (69) 3342-2357 |
| Colorado do Oeste         | Colorado do Oeste e Cabixi                                                         | Av. Paulo De Assis Ribeiro, 4043          | (69) 3341-2866 |
| Costa Marques             | Costa Marques                                                                      | Av. Rivaldo Soares Nascimento, 1175       | (69) 3651-2245 |
| Espigão do Oeste          | Espigão do Oeste                                                                   | Rua Vale Formoso, 1951                    | (69) 3481-2449 |
| Guajará-Mirim             | Guajará-Mirim e Nova Mamoré                                                        | Av. Dr. Mendonça Lima, 919                | (69) 3541-3293 |
| Jaru                      | Jaru, Governador Jorge Teixeira e Theobroma                                        | Rua Raimundo Cantanhêde, 1042             | (69) 3521-2388 |
| Ji-Paraná                 | Ji-Paraná                                                                          | Rua 06 De Maio, 565                       | (69) 3421-4389 |
| Machadinho d'Oeste        | Machadinho d'Oeste e Vale do Anari                                                 | Av. Rio De Janeiro, 3048                  | (69) 3581-2508 |
| Nova Brasilândia do Oeste | Nova Brasilândia d'Oeste e Novo Horizonte do Oeste                                 | Rua Canaã, 3342                           | (69) 3418-2211 |
| Ouro Preto do Oeste       | Ouro Preto do Oeste, Mirante da Serra, Nova União, Teixeirópolis e Vale do Paraíso | Rua Café Filho, 111                       | (69) 3461-3525 |
| Pimenta Bueno             | Pimenta Bueno, Primavera de Rondônia e São Felipe d'Oeste                          | Av. Castelo Branco, 914                   | (69) 3451-2663 |
| Presidente Médici         | Presidente Médici e Castanheiras                                                   | Av. Dom Bosco, 1693                       | (69) 3471-2427 |
| Rolim de Moura            | Rolim de Moura                                                                     | Av. João Pessoa, 4526                     | (69) 3442-2780 |
| Santa Luzia do Oeste      | Santa Luzia d'Oeste e Parecis                                                      | Av. Tancredo Neves, 2293                  | (69) 3434-2317 |
| São Francisco do Guaporé  | São Francisco do Guaporé                                                           | Rod. São Paulo, 3860                      | (69) 3621-2074 |
| São Miguel do Guaporé     | São Miguel do Guaporé e Seringueiras                                               | Av. Capitão Silvio, 1410                  | (69) 3642-2625 |
| Vilhena                   | Vilhena e Chupinguaia                                                              | Av. Luiz Masiero, 4480                    | (69) 3322-3982 |

Em situações de emergência, o Ministério Público atende em regime de plantão contando com Promotores de Justiça Plantonistas. Os telefones para contato com o Plantão do MP estão disponíveis no portal da instituição.

## Símbolos
Os símbolos do Ministério Público são a bandeira, a logomarca e a canção. A bandeira tem o formato retangular, tripartida horizontalmente em duas cores fundamentais, vermelho bordô e bege perolizado, contendo a logomarca do MP no meio do quadrilátero e sobreposta à faixa bege. A logomarca do MP é composta pelos seguintes elementos: Ministério Público; símbolo elíptico em conjunto com o mapa do Estádio de Rondônia e a balança da Justiça; os ramos de folhas e a base com o descritivo Rondônia. A canção, de composição do Procurador de Justiça Airton Pedro Marin Filho (letra) e do Coral Canto Livre (melodia), será executada em todos os eventos oficiais do Ministério Público do Estado de Rondônia.